# Clann na Poblachta
Clann na Poblacht (en castellano Familia de la República) fue un partido político irlandés fundado en 1946 por el entonces jefe de Estado Mayor del IRA, Seán MacBride. Reunió militantes del Sinn Féin disconformes con el uso de la violencia, otros desilusionados con el Fianna Fáil, que ha había fusilado militantes del IRA durante la Segunda Guerra Mundial, y críticos con la política social de los viejos nacionalistas. Se proponía sustituir y amenazar el predominio del Fianna Fáil.
En octubre de 1947 obtuvo dos escaños en elecciones parciales, en las elecciones al Dáil Éireann de 1948, convocadas por sorpresa, sólo obtuvo 10 escaños (menos de los que se esperaba). Fianna Fáil perdió la mayoría absoluta y pese a su rechazo a hacer una coalición con el jefe del Fine Gael, Richard Mulcahy, entró en coalición dirigida por John Aloysius Costello, entonces fiscal general, gracias a las negociaciones del laborista William Norton. MacBride fue nombrado ministro de asuntos exteriores y Noel Browne de asuntos sociales. El hecho de pactar con el Fine Gael fue rechazado por muchos militantes, y a la larga la decisión debilitó al partido.
MacBride fue fundamental en la abolición de la Ley de Relaciones Exteriores de 1936, por la que el rey Jorge VI del Reino Unido tutelaba las relaciones exteriores, y en 1949 se proclamó la República de Irlanda. Inició también una campaña antipartición que no tuvo ningún eco en el gobierno unionista de Irlanda del Norte, por lo que se opuso a la entrada de Irlanda en la OTAN porque suponía reconocerla. En 1950 MacBride ofreció un tratado bilateral a los EE. UU., pero fue rechazado. Después fue miembro de la OCDE y miembro fundador del Consejo de Europa. Al mismo tiempo, Browne hizo una campaña antituberculosis, con introducción de los rayos X y tratamientos gratuitos en los hospitales, pero también inició una campaña de contracepción que provocó protestas de médicos y obispos, razón por la que dimitió el 11 de abril de 1951 y se rompió la unidad del partido. Browne y otro diputado se pasaron al Fianna Fáil.
Al mismo tiempo, aunque aceptaron la Constitución de 1937 y trabajar en la legalidad en la República, mantuvieron la opción armada en Irlanda del Norte. Liam Kelly constituyó el Fianna Uladh con la sección armada Saor Uladh. En 1954 Kelly se presentó al Seanad Éireann con el apoyo del Fine Gael con la condición de dar apoyo a su gobierno de coalición. Este gobierno incrementó su campaña contra los militantes republicanos, que empezaron su campaña en la frontera, por lo que en 1957 el Clann dejó de apoyarla y fue abandonada.
Poco después, MacBride perdió su escaño en el Dáil, y el partido se desintegró. En las elecciones de 1961 sólo obtuvo un diputado, John Tully por Cavan, que fue reelegido en las de 1965. En las de 1969 ya no se presentó y dejó de existir.

## Resultados electorales
|  | 13,2 % |

|  | 4,1 % |

|  | 3,1 % |

|  | 1,7 % |

|  | 1,1 % |

|  | 0,8 % |